# Lyne
Lyne er en landsby i Vestjylland med 247 indbyggere  (2024). Lyne er beliggende 10 kilometer vest for Ølgod, 12 kilometer syd for Tarm og 39 kilometer nord for Esbjerg. Byen hører til Ringkøbing-Skjern Kommune og er beliggende i Region Midtjylland.
Landsbyen hører til Lyne Sogn, og Lyne Kirke samt Lyne Friskole ligger i bebyggelsen.